# Matías Viña
Matías Nicolás Viña Susperreguy (Empalme Olmos, 9 november 1997) is een Uruguayaans voetballer die doorgaans speelt als linksback. In januari 2024 verruilde hij AS Roma voor Flamengo. Viña maakte in 2019 zijn debuut in het Uruguayaans voetbalelftal.

## Clubcarrière
Viña speelde vanaf 2015 in de jeugdopleiding van Nacional. Voor die club maakte hij zijn debuut op 2 april 2017, toen op bezoek bij Boston River met 3–1 verloren werd. Coach Martín Lasarte liet hem in de basis beginnen en hij mocht het gehele duel meespelen. Zijn eerste twee seizoenen in de hoofdmacht leverden achtereenvolgens vier wedstrijden en één optreden op. Vanaf 2019 kreeg hij een vaste rol in het elftal. Viña miste geen enkele competitiewedstrijd in dat jaar en werd landskampioen met Nacional. In januari 2020 nam Palmeiras de vleugelverdediger over voor vierenhalf miljoen euro. Voor de Braziliaanse club kwam hij in zijn eerste seizoen tot vijftig officiële wedstrijden, waarvan negenenveertig als basisspeler.
Viña maakte in juli 2021 voor een bedrag van circa dertien miljoen euro de overstap naar AS Roma, waar hij zijn handtekening zette onder een verbintenis voor de duur van vijf seizoenen. In januari 2023 nam Bournemouth hem op huurbasis over voor de rest van het seizoen, met daarbij een optie tot koop. Deze optie werd niet gelicht en voorafgaand aan het seizoen 2023/24 werd Viña verhuurd aan Sassuolo. Deze verhuurperiode werd in de winterstop afgebroken, waarna Viña definitief vertrok bij AS Roma; Flamengo nam hem voor circa acht miljoen euro over en schotelde hem een contract voor vijf seizoenen voor.

## Clubstatistieken
| Seizoen | Club          | Competitie       | Competitie | Competitie | Beker | Beker | Internationaal | Internationaal | Totaal | Totaal |
| Seizoen | Club          | Competitie       | Wed.       | Dlp.       | Wed.  | Dlp.  | Wed.           | Dlp.           | Wed.   | Dlp.   |
| ------- | ------------- | ---------------- | ---------- | ---------- | ----- | ----- | -------------- | -------------- | ------ | ------ |
| 2017    | Nacional      | Primera División | 4          | 0          | 0     | 0     | 0              | 0              | 4      | 0      |
| 2018    | Nacional      | Primera División | 1          | 0          | 0     | 0     | 0              | 0              | 1      | 0      |
| 2019    | Nacional      | Primera División | 34         | 5          | 1     | 0     | 7              | 0              | 42     | 5      |
| 2020    | Palmeiras     | Série A          | 30         | 1          | 6     | 0     | 14             | 2              | 50     | 3      |
| 2021    | Palmeiras     | Série A          | 14         | 1          | 1     | 0     | 5              | 1              | 20     | 2      |
| 2021/22 | AS Roma       | Serie A          | 26         | 0          | 2     | 0     | 9              | 0              | 37     | 0      |
| 2022/23 | AS Roma       | Serie A          | 3          | 0          | 0     | 0     | 4              | 0              | 7      | 0      |
| 2022/23 | → Bournemouth | Premier League   | 12         | 2          | 0     | 0     | —              | —              | 12     | 2      |
| 2023/24 | → Sassuolo    | Serie A          | 15         | 0          | 1     | 0     | —              | —              | 16     | 0      |
| 2024    | Flamengo      | Série A          | 14         | 0          | 3     | 0     | 5              | 1              | 22     | 1      |
| 2025    | Flamengo      | Série A          | 0          | 0          | 0     | 0     | 0              | 0              | 0      | 0      |
| Totaal  | Totaal        | Totaal           | 153        | 9          | 14    | 0     | 44             | 4              | 211    | 13     |

Bijgewerkt op 25 april 2025.

## Interlandcarrière
Viña maakte zijn debuut in het Uruguayaans voetbalelftal op 6 september 2019, toen met 1–2 gewonnen werd van Costa Rica. Giorgian De Arrascaeta zette Uruguay op voorsprong, waarna Celso Borges zorgde voor de gelijkmaker. Uruguay won uiteindelijk toch door een doelpunt van Jonathan Rodríguez. Viña moest van bondscoach Oscar Tabárez op de reservebank beginnen en hij viel acht minuten voor het einde van de wedstrijd in voor Diego Laxalt. De andere debutant dit duel was Brian Rodríguez (Los Angeles FC). In de zomer van 2021 werd Viña door Tabárez opgenomen in de Uruguayaanse selectie voor de Copa América 2021 in Brazilië. Op dit toernooi werd Uruguay in de kwartfinales uitgeschakeld door Colombia (0–0, 2–4 na strafschoppen). In de groepsfase was verloren van Argentinië (1–0), gelijkgespeeld tegen Chili (1–1) en gewonnen van Bolivia (0–2) en Paraguay (1–0). Viña speelde in alle vijf wedstrijden mee. Zijn toenmalige teamgenoten Gustavo Gómez (Peru) en Weverton (Brazilië) waren ook actief op de Copa América.
In oktober 2022 werd Viña door bondscoach Diego Alonso opgenomen in de voorselectie van Uruguay voor het WK 2022. Drie weken later werd hij ook opgenomen in de definitieve selectie. Tijdens dit WK werd Uruguay uitgeschakeld in de groepsfase na een gelijkspel tegen Zuid-Korea, een nederlaag tegen Portugal en een zege op Ghana. Viña kwam in twee duels in actie. Zijn toenmalige clubgenoten Paulo Dybala (Argentinië), Nicola Zalewski (Polen) en Rui Patrício (Portugal) waren ook actief op het toernooi.
Viña werd in juni 2024 door bondscoach Marcelo Bielsa opgenomen in de selectie van Uruguay voor de Copa América 2024. Het land overleefde de groepsfase na zeges op Panama (3–1), Bolivia (5–0) en de Verenigde Staten (0–1). Hierna werd Brazilië na strafschoppen verslagen, voor Colombia in de halve finales met 0–1 te sterk was. Na een initiële 2–2 werd op strafschoppen gewonnen van Canada, waardoor Uruguay derde werd. Viña speelde alleen in de verloren halve finale niet mee en maakte tegen Panama zijn eerste interlanddoelpunt. Zijn toenmalige clubgenoten Erick Pulgar (Chili), Nicolás De La Cruz, Giorgian De Arrascaeta en Guillermo Varela (allen eveneens Uruguay) waren ook actief op het toernooi.
| Interlands van Matías Viña voor Uruguay | Interlands van Matías Viña voor Uruguay | Interlands van Matías Viña voor Uruguay | Interlands van Matías Viña voor Uruguay | Interlands van Matías Viña voor Uruguay | Interlands van Matías Viña voor Uruguay | Interlands van Matías Viña voor Uruguay |
| №                                       | Datum                                   | Wedstrijd                               | Uitslag                                 | Competitie                              | Goals                                   |                                         |
| Als speler bij Nacional                 | Als speler bij Nacional                 | Als speler bij Nacional                 | Als speler bij Nacional                 | Als speler bij Nacional                 | Als speler bij Nacional                 | Als speler bij Nacional                 |
| --------------------------------------- | --------------------------------------- | --------------------------------------- | --------------------------------------- | --------------------------------------- | --------------------------------------- | --------------------------------------- |
| 1                                       | 6 september 2019                        | Costa Rica – Uruguay                    | 1 – 2                                   | Vriendschappelijk                       |                                         |                                         |
| 2                                       | 10 september 2019                       | Verenigde Staten – Uruguay              | 1 – 1                                   | Vriendschappelijk                       |                                         |                                         |
| 3                                       | 11 oktober 2019                         | Uruguay – Peru                          | 1 – 0                                   | Vriendschappelijk                       |                                         |                                         |
| 4                                       | 15 oktober 2019                         | Peru – Uruguay                          | 1 – 1                                   | Vriendschappelijk                       |                                         |                                         |
| 5                                       | 15 november 2019                        | Hongarije – Uruguay                     | 1 – 2                                   | Vriendschappelijk                       |                                         |                                         |
| 6                                       | 18 november 2019                        | Argentinië – Uruguay                    | 2 – 2                                   | Vriendschappelijk                       |                                         |                                         |
| Als speler bij Palmeiras                |                                         |                                         |                                         |                                         |                                         |                                         |
| 7                                       | 8 oktober 2020                          | Uruguay – Chili                         | 2 – 1                                   | WK 2022 kwalificatie                    |                                         |                                         |
| 8                                       | 13 oktober 2020                         | Ecuador – Uruguay                       | 4 – 2                                   | WK 2022 kwalificatie                    |                                         |                                         |
| 9                                       | 13 november 2020                        | Colombia – Uruguay                      | 0 – 3                                   | WK 2022 kwalificatie                    |                                         |                                         |
| 10                                      | 3 juni 2021                             | Uruguay – Paraguay                      | 0 – 0                                   | WK 2022 kwalificatie                    |                                         |                                         |
| 11                                      | 8 juni 2021                             | Venezuela – Uruguay                     | 0 – 0                                   | WK 2022 kwalificatie                    |                                         |                                         |
| 12                                      | 18 juni 2021                            | Argentinië – Uruguay                    | 1 – 0                                   | Copa América 2021                       |                                         |                                         |
| 13                                      | 21 juni 2021                            | Uruguay – Chili                         | 1 – 1                                   | Copa América 2021                       |                                         |                                         |
| 14                                      | 24 juni 2021                            | Bolivia – Uruguay                       | 0 – 2                                   | Copa América 2021                       |                                         |                                         |
| 15                                      | 28 juni 2021                            | Uruguay – Paraguay                      | 1 – 0                                   | Copa América 2021                       |                                         |                                         |
| 16                                      | 3 juli 2021                             | Uruguay – Colombia                      | 0 – 0 (2 – 4 n.s.)                      | Copa América 2021                       |                                         |                                         |
| Als speler bij AS Roma                  |                                         |                                         |                                         |                                         |                                         |                                         |
| 17                                      | 2 september 2021                        | Peru – Uruguay                          | 1 – 1                                   | WK 2022 kwalificatie                    |                                         |                                         |
| 18                                      | 9 september 2021                        | Uruguay – Ecuador                       | 1 – 0                                   | WK 2022 kwalificatie                    |                                         |                                         |
| 19                                      | 7 oktober 2021                          | Uruguay – Colombia                      | 0 – 0                                   | WK 2022 kwalificatie                    |                                         |                                         |
| 20                                      | 10 oktober 2021                         | Argentinië – Uruguay                    | 3 – 0                                   | WK 2022 kwalificatie                    |                                         |                                         |
| 21                                      | 14 oktober 2021                         | Brazilië – Uruguay                      | 4 – 1                                   | WK 2022 kwalificatie                    |                                         |                                         |
| 22                                      | 29 maart 2022                           | Chili – Uruguay                         | 0 – 2                                   | WK 2022 kwalificatie                    |                                         |                                         |
| 23                                      | 5 juni 2022                             | Verenigde Staten – Uruguay              | 0 – 0                                   | Vriendschappelijk                       |                                         |                                         |
| 24                                      | 11 juni 2022                            | Uruguay – Panama                        | 5 – 0                                   | Vriendschappelijk                       | 58'                                     |                                         |
| 25                                      | 23 september 2022                       | Iran – Uruguay                          | 1 – 0                                   | Vriendschappelijk                       |                                         |                                         |
| 26                                      | 27 september 2022                       | Canada – Uruguay                        | 0 – 2                                   | Vriendschappelijk                       |                                         |                                         |
| 27                                      | 24 november 2022                        | Uruguay – Zuid-Korea                    | 0 – 0                                   | WK 2022                                 |                                         |                                         |
| 28                                      | 28 november 2022                        | Portugal – Uruguay                      | 2 – 0                                   | WK 2022                                 |                                         |                                         |
| Als speler bij Bournemouth              |                                         |                                         |                                         |                                         |                                         |                                         |
| 29                                      | 28 maart 2023                           | Zuid-Korea – Uruguay                    | 1 – 2                                   | Vriendschappelijk                       |                                         |                                         |
| 30                                      | 14 juni 2023                            | Uruguay – Nicaragua                     | 4 – 1                                   | Vriendschappelijk                       |                                         |                                         |
| Als speler bij Sassuolo                 |                                         |                                         |                                         |                                         |                                         |                                         |
| 31                                      | 8 september 2023                        | Uruguay – Chili                         | 3 – 1                                   | WK 2026 kwalificatie                    |                                         |                                         |
| 32                                      | 12 september 2023                       | Ecuador – Uruguay                       | 2 – 1                                   | WK 2026 kwalificatie                    |                                         |                                         |
| 33                                      | 17 oktober 2023                         | Uruguay – Brazilië                      | 2 – 0                                   | WK 2026 kwalificatie                    |                                         |                                         |
| 34                                      | 16 november 2023                        | Argentinië – Uruguay                    | 0 – 2                                   | WK 2026 kwalificatie                    |                                         |                                         |
| 35                                      | 21 november 2023                        | Uruguay – Bolivia                       | 3 – 0                                   | WK 2026 kwalificatie                    |                                         |                                         |
| 36                                      | 26 maart 2024                           | Ivoorkust – Uruguay                     | 2 – 1                                   | Vriendschappelijk                       |                                         |                                         |
| 37                                      | 23 juni 2024                            | Uruguay – Panama                        | 3 – 1                                   | Copa América 2024                       | 90+1'                                   |                                         |
| 38                                      | 27 juni 2024                            | Uruguay – Bolivia                       | 5 – 0                                   | Copa América 2024                       |                                         |                                         |
| 39                                      | 1 juli 2024                             | Verenigde Staten – Uruguay              | 0 – 1                                   | Copa América 2024                       |                                         |                                         |
| 40                                      | 6 juli 2024                             | Uruguay – Brazilië                      | 0 – 0 (4 – 2 n.s.)                      | Copa América 2024                       |                                         |                                         |
| 41                                      | 13 juli 2024                            | Canada – Uruguay                        | 2 – 2 (3 – 4 n.s.)                      | Copa América 2024                       |                                         |                                         |

Bijgewerkt op 25 april 2025.

## Erelijst
| Competitie                    |          |          |          |          |
| Competitie                    | Aantal   | Jaren    |          |          |
| Nacional                      | Nacional | Nacional | Nacional | Nacional |
| ----------------------------- | -------- | -------- | -------- | -------- |
| Primera División              | 1        | 2019     |          |          |
| Supercopa Uruguaya            | 1        | 2019     |          |          |
| Palmeiras                     |          |          |          |          |
| Copa do Brasil                | 1        | 2020     |          |          |
| Campeonato Paulista           | 1        | 2020     |          |          |
| CONMEBOL Libertadores         | 1        | 2020     |          |          |
| AS Roma                       |          |          |          |          |
| UEFA Europa Conference League | 1        | 2021/22  |          |          |
| Uruguay –20                   |          |          |          |          |
| Juventud de América           | 1        | 2017     |          |          |